# کواتره‌براس
کواتربراها (به هلندی: Quatrebras) یک منطقهٔ مسکونی در هلند است که در تیچرکسترادیل واقع شده‌است. در کواتربراها از 35 خانه وجود دارد.